# The Hand of Ethelberta

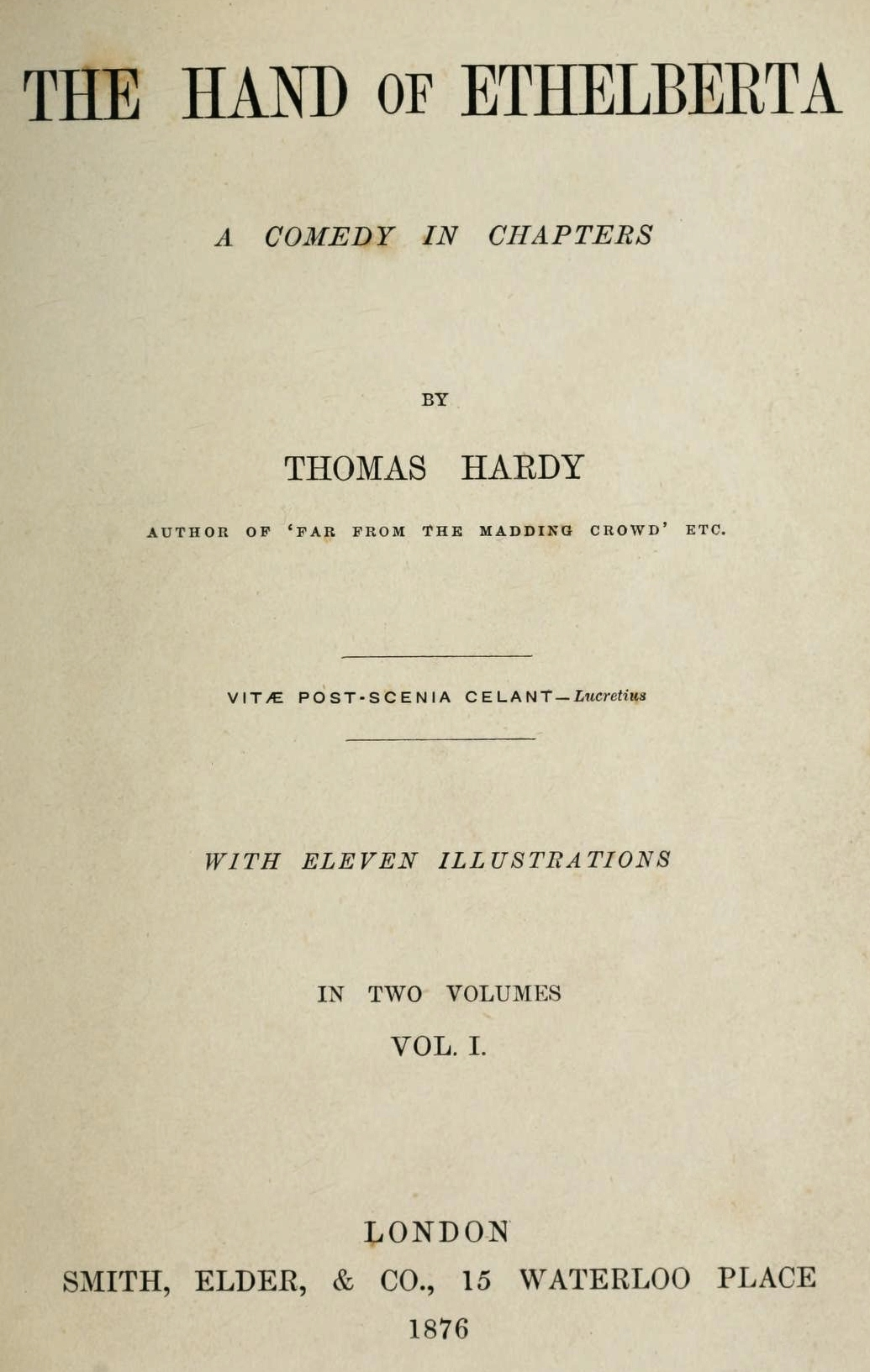
Titelpagina, 1876

The Hand of Ethelberta is een roman van de Engelse schrijver Thomas Hardy. Het werk werd voor het eerst gepubliceerd in het Cornhill Magazine tussen juli 1875 en mei 1876. Het was zijn vijfde gepubliceerde roman. Hardy beschreef het boek zelf als een frivole vertelling gezien vanuit het standpunt van een gedienstige.

## Samenvatting
De butler Chickerel heeft een aantal kinderen, van wie Ethelberta de slimste is. Zij weet haar positie te verbeteren door te trouwen met de zoon van het huis waar zij gouvernante is. Op 21-jarige leeftijd wordt zij echter al weduwe. Zij probeert haar positie te behouden en tegelijkertijd haar broers en zussen te ondersteunen en haar relatie tot haar vader zo goed mogelijk te verbergen. De musicus Christopher Julian wordt haar bewonderaar, maar uiteindelijk laat ze hem aan haar zuster Picotee en trouwt zelf met een rijke oudere edelman.